# 沢州
沢州（澤州、たくしゅう）は、中国にかつて存在した州。隋代から清代にかけて、現在の山西省晋城市一帯に設置された。

## 魏晋南北朝時代
北魏の永安年間に設置された建州を前身とする。

## 隋代
隋初には、建州は2郡5県を管轄した。583年（開皇3年）、隋により建州は沢州と改称された。607年（大業3年）、郡制施行に伴い、沢州は長平郡と改称され、下部に6県を管轄した。隋代の行政区分に関しては下表を参照。
| 隋代の行政区画変遷 | 隋代の行政区画変遷 | 隋代の行政区画変遷   | 隋代の行政区画変遷 | 隋代の行政区画変遷                        |
| 区分               | 開皇元年           | 開皇元年             | 区分               | 大業3年                                   |
| ------------------ | ------------------ | -------------------- | ------------------ | ----------------------------------------- |
| 州                 | 建州               | 建州                 | 郡                 | 長平郡                                    |
| 郡                 | 高平郡             | 安平郡               | 県                 | 丹川県 高平県 端氏県 濩沢県 陵川県 沁水県 |
| 県                 | 高都県 高平県      | 端氏県 濩沢県 永寧県 | 県                 | 丹川県 高平県 端氏県 濩沢県 陵川県 沁水県 |

## 唐代
618年（武徳元年）、唐により隋の長平郡濩沢県の地に沢州が置かれた。742年（天宝元年）、沢州は高平郡と改称された。758年（乾元元年）、高平郡は沢州と改称された。沢州は河東道に属し、晋城・高平・端氏・陽城・陵川・沁水の6県を管轄した。

## 宋代
宋のとき、沢州は河東路に属し、晋城・高平・端氏・陽城・陵川・沁水の6県と雄定関を管轄した。
1122年（天輔6年）、金が沢州を占領した。金の沢州は河東南路に属し、晋城・高平・端氏・陽城・陵川・沁水の6県と周村・巴公の2鎮を管轄した。

## 元代
元のとき、沢州は晋寧路に属し、晋城・高平・陽城・陵川・沁水の5県を管轄した。

## 明代以降
1369年（洪武2年）、明により沢州は山西等処行中書省に直属した。1376年（洪武9年）、山西等処承宣布政使司に直属した。沢州は高平・陽城・陵川・沁水の4県を管轄した。
1728年（雍正6年）、清により沢州府に昇格した。沢州府は山西省に属し、鳳台・高平・陽城・陵川・沁水の5県を管轄した。
1913年、中華民国により沢州府は廃止された。